# Oleg Karavaev
Oleg Nikolaevič Karavaev (in russo Олег Николаевич Караваев?; Minsk, 20 maggio 1936 – Minsk, 23 agosto 1978) è stato un lottatore sovietico, specializzato nella lotta greco-romana.

## Palmarès

### Olimpiadi
- 1 medaglia:
  - 1 oro (Roma 1960 nei 57 kg)

### Mondiali
- 2 medaglie:
  - 2 ori (Budapest 1958 nei 57 kg; Yokohama 1961 nei 57 kg)